# 党卫队民用章
党卫队民用章是党卫队在1933-1938年间发放给其成员的一种徽章。党卫队人员在不穿着制服时将其戴在衣着上，以彰显党卫队队员身份。该章最常授予安全警察中的老资历党卫队隊员。该章似乎并无颁发条件，党卫队成员只需向黨衛隊行政部提出申请，申请获批后就能获得一枚民用章。